# فرانك بيكر (لاعب كرة قاعدة)
فرانك بيكر (بالإنجليزية: Frank Baker)‏ هو لاعب كرة قاعدة أمريكي، ولد في 11 يناير 1944 في بارتو في الولايات المتحدة، وتوفي في 28 يناير 2010 في رالي في الولايات المتحدة.